# دین در آلمان نازی
در سال ۱۹۳۳ میلادی و در آستانه آنشلوس (انضمام اتریش به آلمان) ۶۷درصد آلمان‌ها پروتستان، ۳۳ درصد کاتولیک و کمتر از یک درصد یهودی بودند. در سرشماری مهٔ ۱۹۳۹، با وجود پیوستن اتریش اکثراً کاتولیک به آلمان، ۴۵ درصد خود را پروتستان، ۴۰ درصد کاتولیک، ۳٫۵ درصد خداباور (به آلمانی: gottgläubig) و ۱٫۵ درصد خود را غیرمذهبی معرفی کرده بودند.
نگرش دینی سران رایش سوم متنوع بود. هاینریش هیملر، یوزف گوبلز، آلفرد روزنبرگ و مارتین بورمان همگی ضدکلیسا بودند؛ ولی برای نمونه هانس کرل وزیر امور کلیسایی رایش به مسیحیت مثبت باور داشت. او عهد عتیق و خاستگاه یهودی مسیحیت را رد می‌کرد و مسیحیت راستین را در ستیز با یهودیت می‌انگاشت.

## شرح
حزب نازی می‌کوشید تا عقاید آلمانی‌ها را به صورت واحدی درآورد. هیتلر کوشید ۲۸ کلیسای متنوع پروتستان آلمان را یکی کند، ولی در این کار ناکام ماند. همچنین هیتلر کوشش‌هایی در جهت محدود نمودن کلیسای کاتولیک انجام داد. اقلیت‌های کوچکتر دینی مانند شاهدان یهوه و بهائیت هم اجازه فعالیت در آلمان نازی را نداشتند. کلیسای ادونتیست‌های روز هفتم و سپاه رستگاری برچیده شدند و فال‌بینی، اختربینی و پزشکی جایگزین ممنوع شد. پاره‌ای تاریخ‌نویسان بر این باورند که نازی‌ها در اندیشهٔ براندازی مسیحیت پس از پیروزی در جنگ بودند.
هانس کرل، یکی از وزیر امور کلیساهای آلمان نازی مسیحیت مثبت را اینچنین تشریح می‌کند:
حزب بر اساس مسیحیت مثبت می ایستد و مسیحیت مثبت ناسیونال سوسیالیسم است. ناسیونال سوسیالیسم انجام اراده خداست. اراده خدا خود را در خون آلمان آشکار می کند. دکتر زولنر و [اسقف کاتولیک مونستر] کنت جالینوس سعی کرده است برای من روشن کند که مسیحیت در ایمان به مسیح به عنوان پسر خدا است. این باعث خنده ام می شود. نه، مسیحیت وابسته به اعتقادنامه رسولان نیست. مسیحیت واقعی توسط حزب نمایندگی می شود، و مردم آلمان اکنون توسط حزب و به ویژه فیورر به یک مسیحیت واقعی فراخوانده شده اند. فویرر منادی یک مکاشفه جدید است.

-هانس کرل، وزیر نازی در امور کلیسا، ۱۹۳۷ میلادی.
نازیسم حامی و حمایت‌کنندهٔ مسیحیت مثبت بود؛ اما از سوی مخالفین آن و در نقد مسیحیت مثبت گفته شده است که:
مسیحیت مثبت در واقع یک نام غلط بود: اصلاً مسیحیت نبود، بلکه یک انحراف بود. شاید بتوان چنین استنباط کرد، مسیحیت بدون خدا، بدون مسیح و بدون محتوا بود. این نسخه «صحیح سیاسی» یک انجیل خالی بود» (استرود، موعظه، ۸).